# Саколонго
Саколонго (итал. Saccolongo) је насеље у Италији у округу Падова, региону Венето.
Према процени из 2011. у насељу је живело 3326 становника. Насеље се налази на надморској висини од 17 м.

## Становништво
Према резултатима пописа становништва 2011. у општини је живело 4.934 становника.
| 1931. | 1936. | 1951. | 1961. | 1971. | 1981. | 1991. | 2001. | 2011. |
| ----- | ----- | ----- | ----- | ----- | ----- | ----- | ----- | ----- |
| 3.084 | 3.088 | 3.058 | 2.938 | 3.345 | 3.832 | 4.254 | 4.477 | 4.934 |